# Султани, Башармал
Башармал Султани (родился 28 января 1985) — афганский боксёр-любитель, член олимпийской сборной Афганистана на Олимпийских играх 2004 года.